# Typhoon (gruppo musicale)
I Typhoon (hangŭl: 타이푼) sono un gruppo musicale hip hop sudcoreano, composto dalla cantante donna Lee Kyung, dal cantante uomo Woo Jae e dal rapper Ji Hwan. Il gruppo pubblica i suoi lavori con l'etichetta discografica Trifecta Entertainment.
Prima del 2009, la cantante donna dei Typhoon era Solbi, che però a causa dei vasti impegni in altri ambiti del mondo dello spettacolo nel 2008, si ritirò dal gruppo non partecipando alle registrazioni del loro terzo album, Rendezvous; fu quindi rimpiazzata da un'altra cantante di nome Hana.
A febbraio del 2009, dopo appena due mesi dalla sua entrata nel gruppo, Hana si allontanò da esso. A partire dal 6 febbraio dello stesso anno, quindi, la nuova cantante donna ufficiale divenne Lee Kyung, che si era precedentemente resa nota al pubblico cantando la colonna sonora di un teen drama della rete televisiva MBC, intitolato Wise Mothers and Good Wives.

## Formazione

### Formazione attuale
- Woo Jae (우재, voce) (2006-presente)
- Ji Hwan (지환, rapper) (2006-presente)
- Lee Kyung (이경, voce) (2009-presente)

### Ex componenti
- Solbi (솔비, voce) (2006-2008)
- Hana (하나, voce) (2008-2009)

## Discografia
- Troika, maggio 2006
- Travel, luglio 2007
- Rendezvous, novembre 2008